# SEPRA
SEPRA fue un prolífico estudio de arquitectos argentino, formado en 1936 por Santiago Sánchez Elía, Federico Peralta Ramos y Alfredo Agostini. Durante sus cinco décadas de existencia presentó más de mil proyectos y, suma más de dos millones de metros cuadrados en construcciones, siendo responsable de algunos de los edificios más importantes y conocidos de Buenos Aires y otras ciudades del país.
Junto con Aslan y Ezcurra y Mario Roberto Álvarez, son los máximos representantes de la primera camada de arquitectos argentinos desligados de la arquitectura academicista, es decir que desde su surgimiento produjeron arquitectura del Movimiento Moderno.

## Proyectos

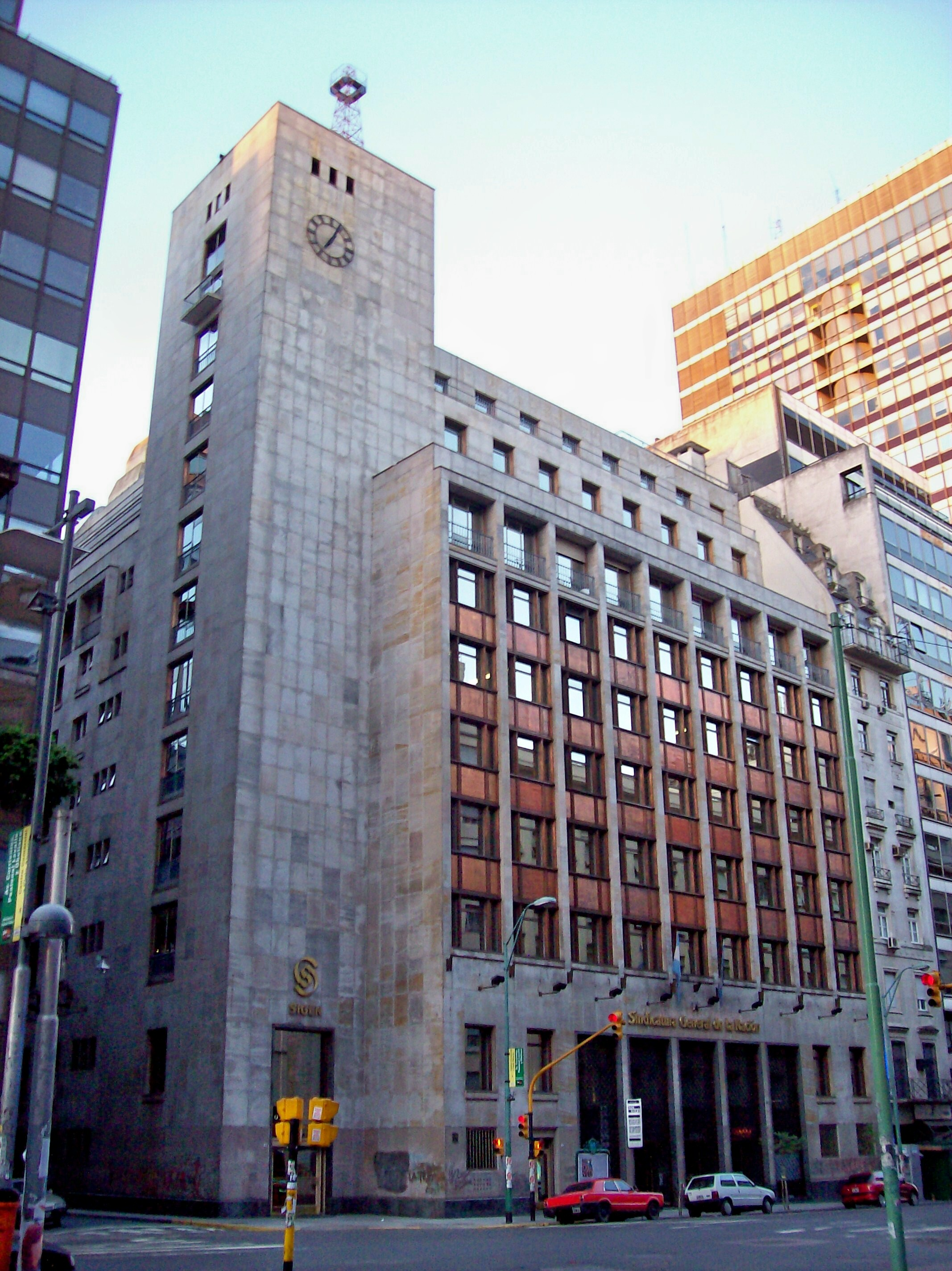
El Edificio de Yatahí S.A.

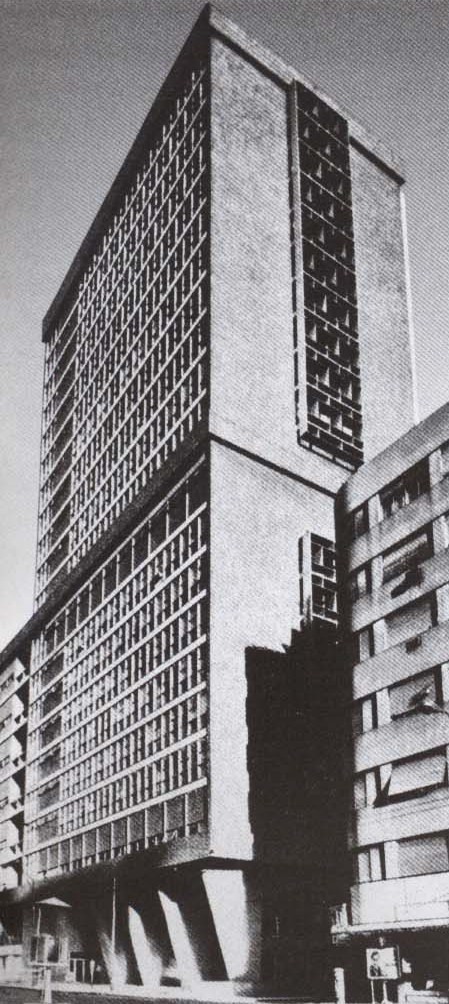
El Edificio República.

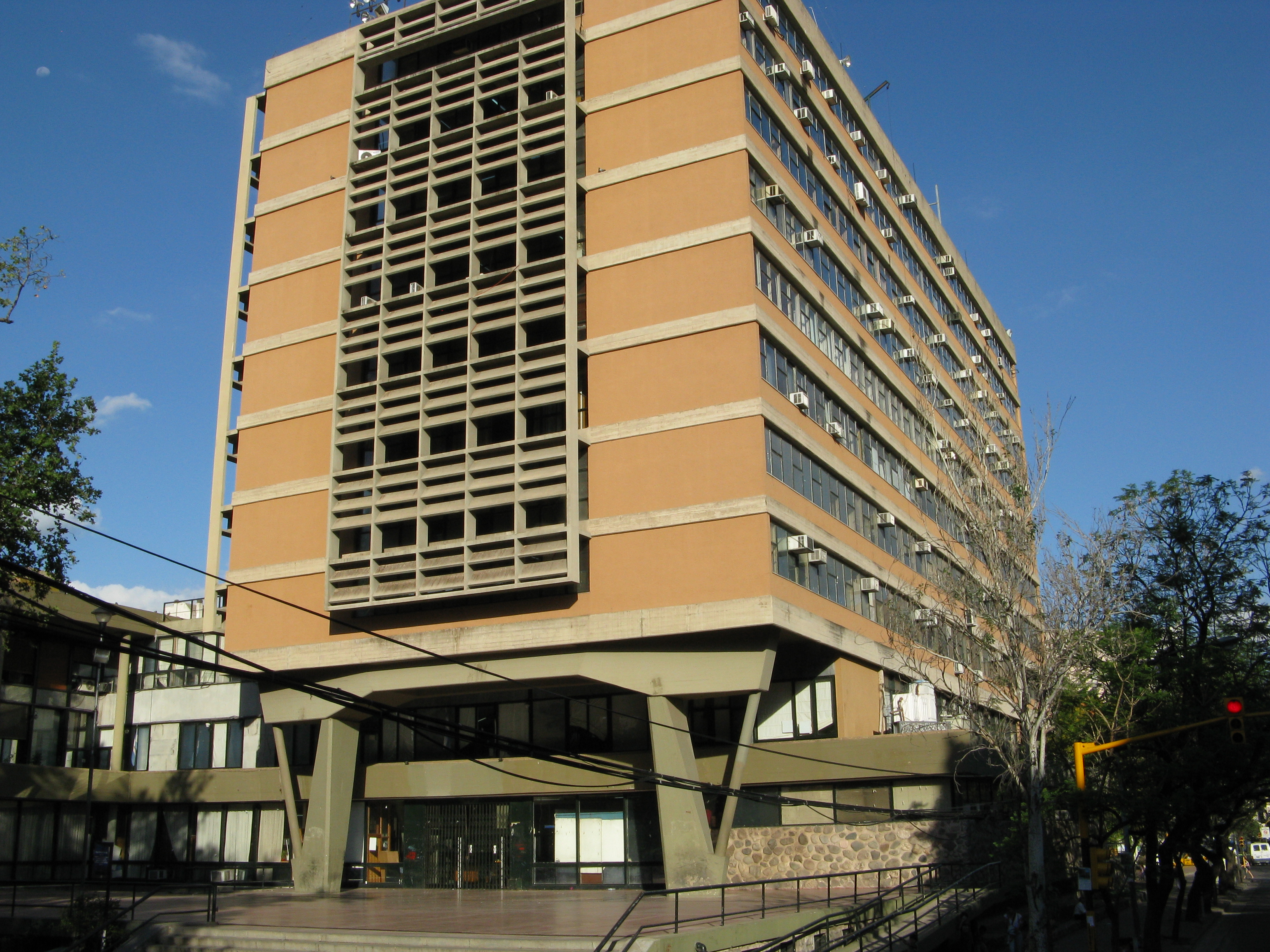
Municipalidad de Córdoba.

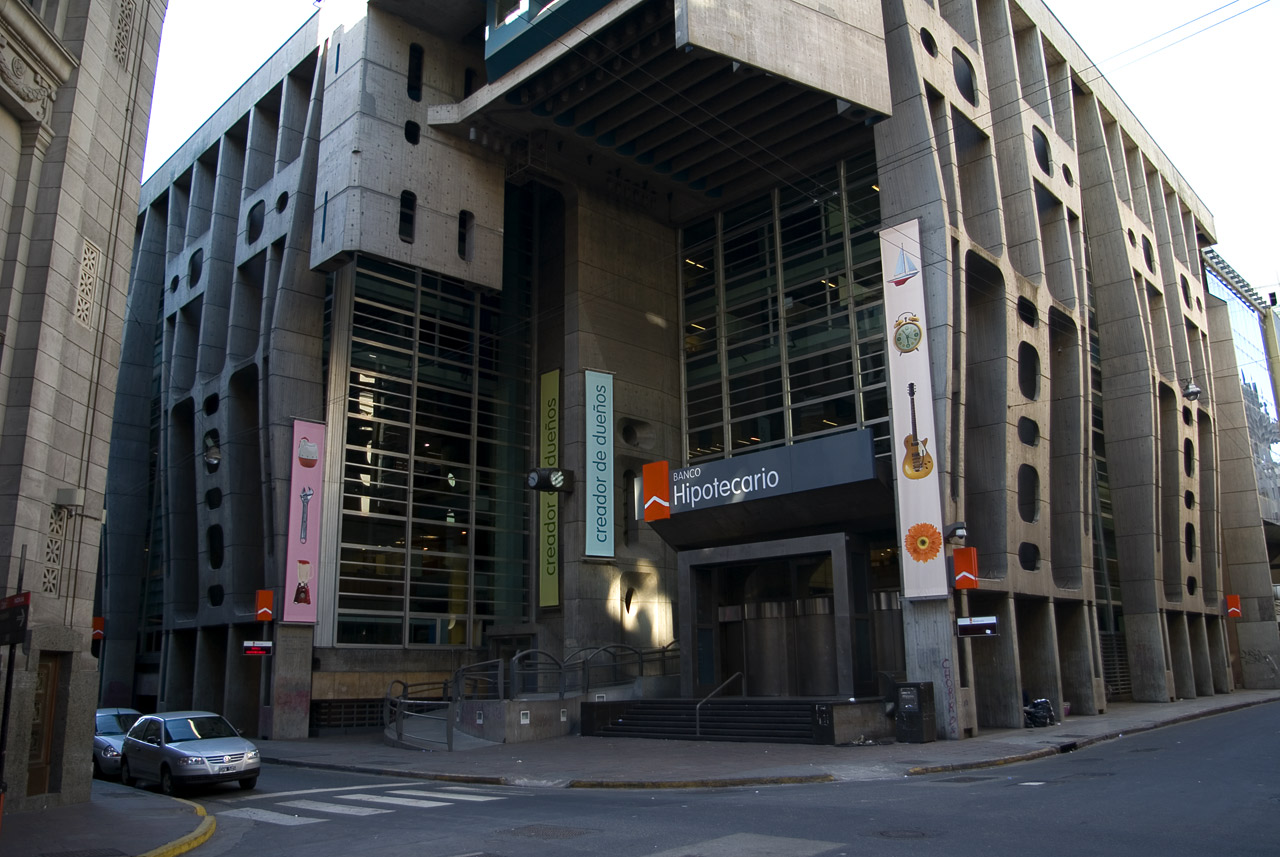
El Banco de Londres y América del Sur.

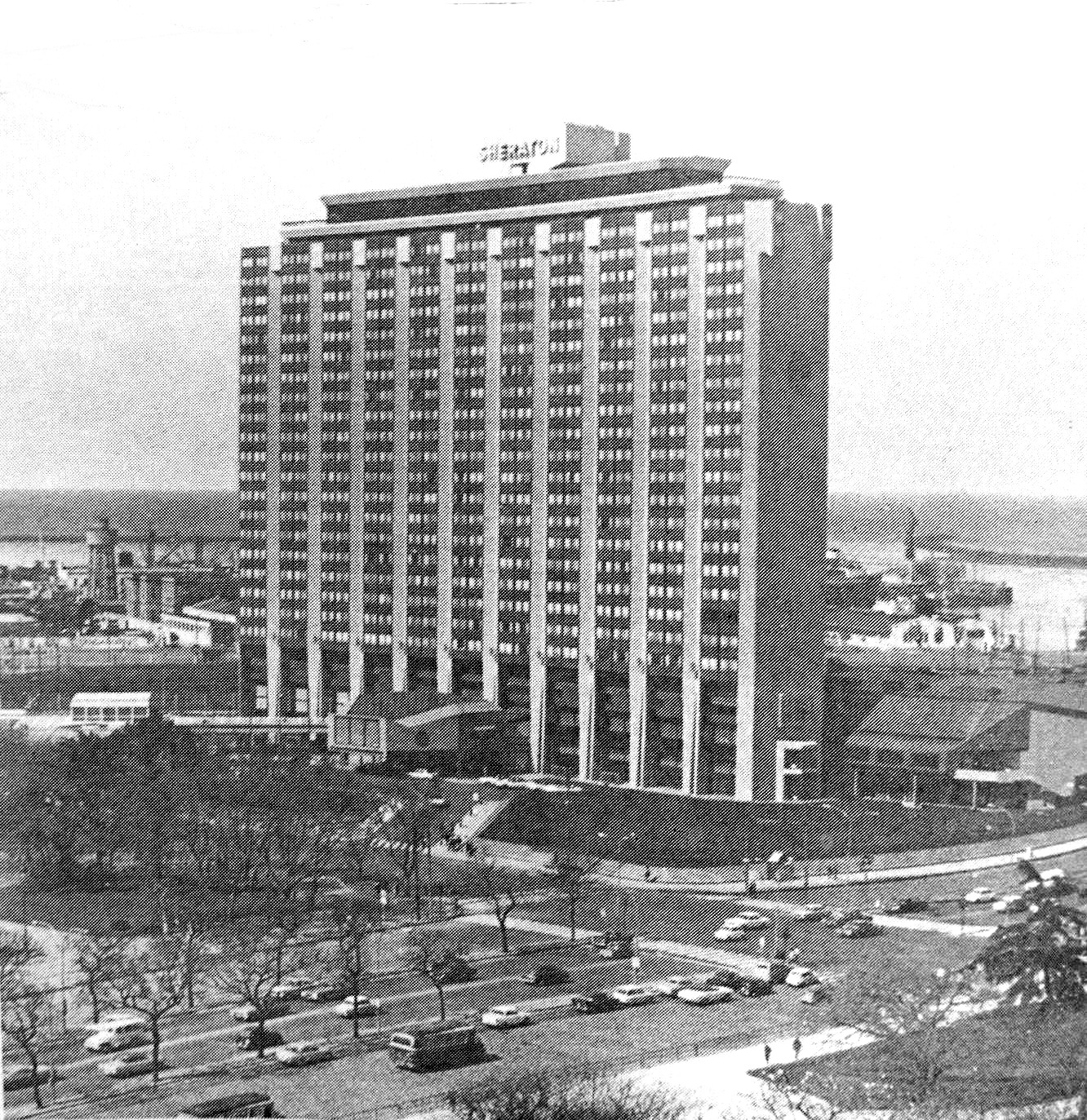
El Sheraton Buenos Aires Hotel.

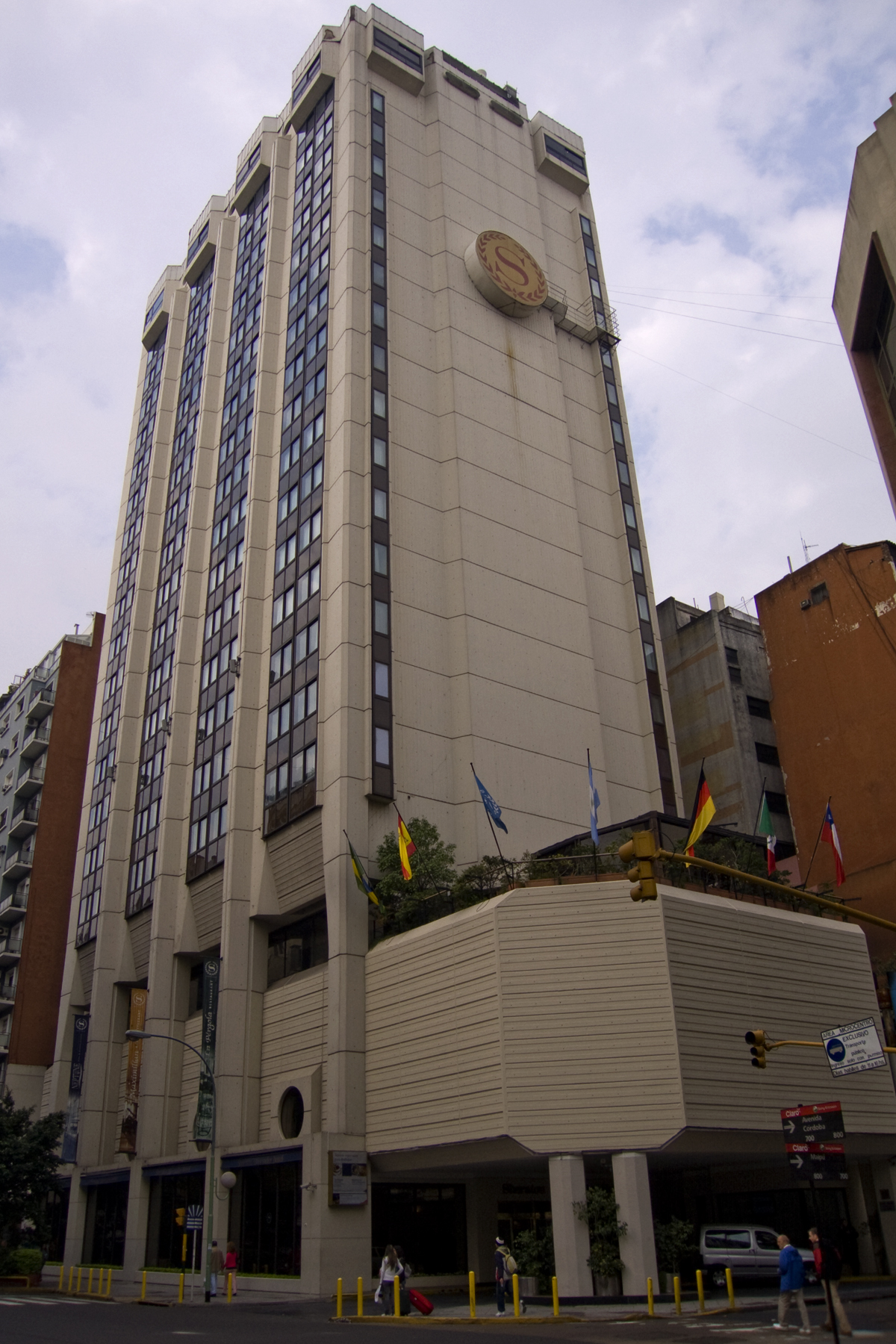
El Hotel Libertador.

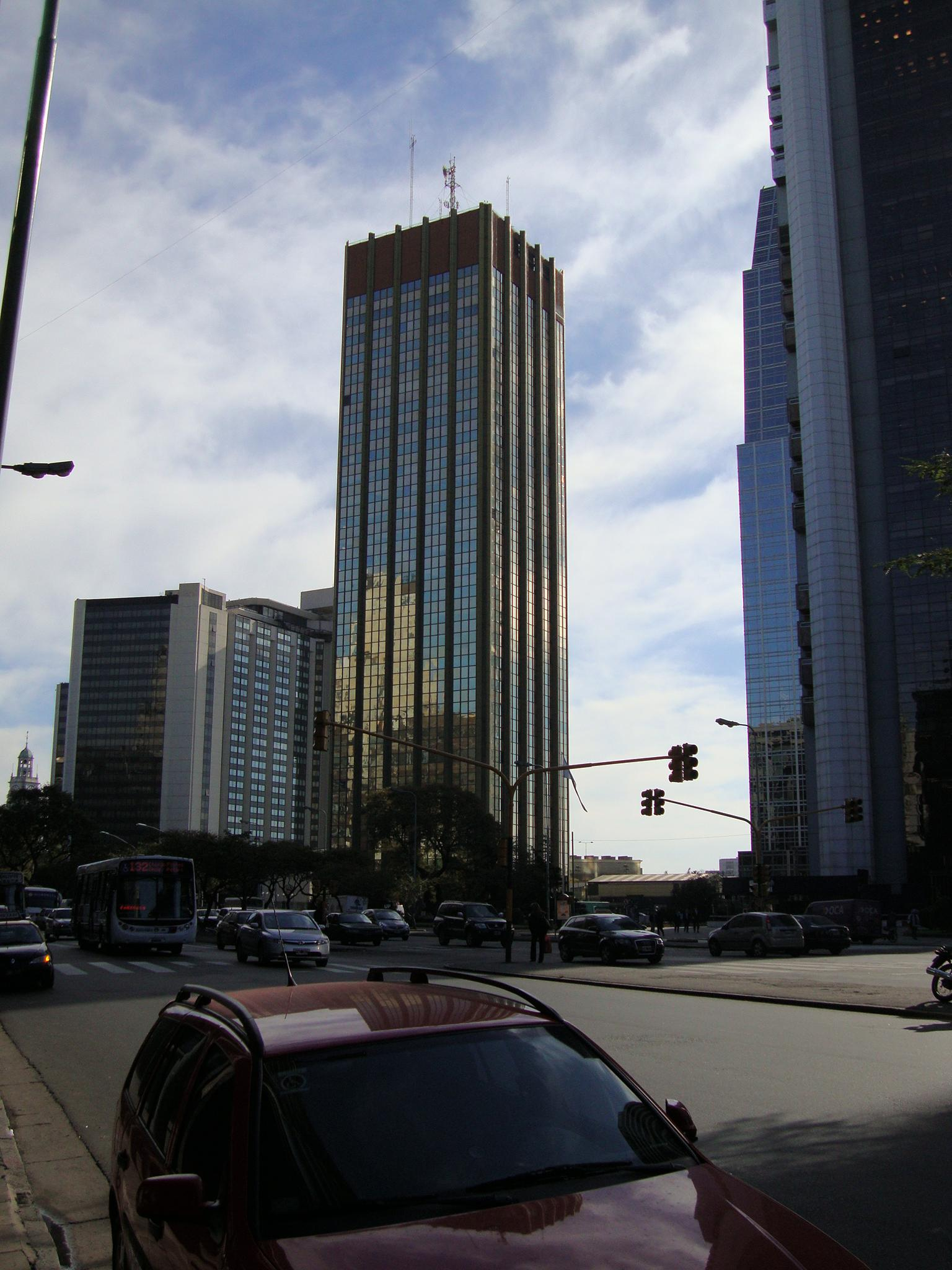
La Torre Catalinas Norte.

### SEPRA
Como comenta Pancho Liernur, el equipo de SEPRA logró rápidamente conseguir encargos a partir de su fundación en 1936, al recibirse sus integrantes en la Escuela de Arquitectura de la Universidad de Buenos Aires, gracias a sus excelentes relaciones con la elite de clase alta, a la cual pertenecían. De hecho, Santiago Sánchez Elía llegaría a ser Presidente del Comité Central del Partido Conservador Popular, representante de los sectores conservadores en la política. En esta primera etapa, comenzarían diseñando una serie de edificios de departamentos de renta similares en su estilo, una variante moderna de la arquitectura georgiana, con fachadas de ladrillo visto y ventanas con marcos blancos contrastando.
Dentro de ese primer repertorio “neo-georgiano” se destaca el edificio de la calle Gelly y Obes 2299, proyectado en 1938 y terminado hacia 1940. Se trató de una construcción de 4 pisos de departamentos de renta en el barrio conocido como “La isla” en Recoleta, hasta entonces ocupado mayormente por suntuosas mansiones familiares. Entre 1942 y 1944 se construyó el gran edificio de la Compañía Inmobiliaria y Financiera Yatahí S.A., del empresario Alberto Dodero, también propietario de la Compañía Argentina de Navegación Dodero S.A. y otras. Se encuentra en la Avenida Corrientes 389 (esquina Reconquista) y actualmente es ocupado por la Sindicatura General de la Nación (SiGeN). Ese mismo año, se inauguró en el cruce de la Avenida Independencia y la Avenida Entre Ríos el Mercado San Cristóbal, obra de los tres arquitectos conocido por su estructura de bóvedas de hormigón armado y revestimiento en ladrillo visto. En 1948, SEPRA diseñaba uno de los primeros edificios de oficinas con fachadas de muro cortina de vidrio, en la esquina de las calles Maipú y Bartolomé Mitre.
En 1949, SEPRA adquirió el estudio de Lyman Dudley, un arquitecto norteamericano radicado en la Argentina. Con esta decisión, quedaron a cargo también de toda su clientela, en la cual abundaban importantes empresas de Estados Unidos, y esto sirvió como trampolín para la profesionalización definitiva del estudio y el éxito de las décadas siguientes. Al año siguiente diseñaron el Hotel Victoria Plaza de Montevideo, actual Radisson Victoria Plaza Hotel; y un año después, el Centro Médico Privado en Córdoba.
En la década de 1950, Sánchez Elía, Peralta Ramos y Agostini ganaron diversos concursos de proyectos. Uno de los más importantes, el del nuevo edificio para alojar la redacción e imprenta del diario La Nación, en las calles Bouchard y Tucumán (año 1955), que recién se terminaría completamente en 1980. Otro, el del edificio para la Empresa Nacional de Telecomunicaciones (ENTel), en la esquina de la Avenida Corrientes y la calle Maipú. El llamado Edificio República se terminó recién en 1964, y alojó una central telefónica y oficinas administrativas. Frente a la Plaza de Mayo el estudio diseñó en 1960 el Edificio Victoria, que se destaca por su fachada con muro cortina vidriado, en la esquina de Hipólito Yrigoyen y Defensa. En 1961, se construyó el nuevo edificio de la Municipalidad de Córdoba.
En 1968 SEPRA realizó el proyecto para el Sheraton Buenos Aires Hotel, el primer hotel equipado para turismo internacional de la capital argentina, terminado en 1972, y primer edificio del conjunto Catalinas Norte. Por esos mismos años, trabajaron extendidamente en el nuevo edificio e imprentas para el Diario La Razón en la calle General Hornos, hoy sede de Cablevisión.

### SEPRA con Clorindo Testa
En el año 1960 el estudio SEPRA, asociado con el arquitecto Clorindo Testa, ganó el concurso para la nueva casa matriz del Banco de Londres y América del Sur en Buenos Aires. El edificio, terminado en 1966 y atribuido mayormente a Testa, se convirtió en uno de los mayores ejemplos de arquitectura brutalista en la ciudad, caracterizada por el uso del hormigón armado estructural dejado a la vista y las grandes estructuras sólidas de concreto. Se encuentra en la esquina de las calles Reconquista y Bartolomé Mitre y hoy aloja la casa central del Banco Hipotecario. Con este asociado realizaron otras obras contemporaneamente, como el llamado "banquito de Londres", una sucursal del Banco de Londres en la Avenida Santa Fe y Junín, hoy destruido, otra sucursal para el mismo banco dentro del centro comercial Harrods Buenos Aires; así como el stand premiado de la Argentina en la Feria del Campo de Madrid de 1968.
También participaron en 1966 del concurso para el Edificio Anexo de la Cámara de Diputados de la Nación, frente al Palacio del Congreso Nacional, que finalmente fue ganador por el estudio MSGSSS y en 1969 tuvieron el segundo premio en el concurso de la torre para la Unión Industrial Argentina.

### Sánchez Elía-Peralta Ramos (SEPRA)
En 1972 falleció Alfredo Agostini, transformándose el estudio en "Sánchez Elía, Peralta Ramos (SEPRA)". También en el complejo Catalinas Norte, SEPRA proyectó la torre homónima, finalizada en 1975 y con 109 metros de altura. En 1976 falleció Santiago Sánchez Elía. Su hijo, de igual nombre, continuaría trabajando con el equipo en los años siguientes. En ese momento, la principal obra encargada a SEPRA era el nuevo Estadio Mundialista de Córdoba, construido contrarreloj especialmente para la Copa Mundial de Fútbol de 1978, conocido como “Chateau Carreras” y luego bautizado oficialmente como “Mario Kempes” (sería remodelado totalmente para la Copa América 2011). Al mismo tiempo, diseñaron la sede del Chase Manhattan Bank en la zona financiera del centro porteño, que en 1983 sería totalmente remodelada por Skidmore, Owings and Merrill.
En 1978 fue inaugurado el Hotel Libertador (hoy Sheraton Libertador Hotel), en el cruce de la Avenida Córdoba y la calle Maipú, y se terminó la torre de departamentos “Los Galgos”, en la esquina de Avenida Callao y Juncal. En 1977 el estudio colaboró en el proyecto de la Torre Esmeralda. En la misma época, diseñan el Hotel Sheraton La Paz, actual Hotel Radisson Plaza La Paz. En 1980, junto a Antonini-Schon-Zemborain, diseñaron la Escuela Técnica Delta para la Universidad Tecnológica Nacional, en la ciudad de Campana. En ese mismo período, colaboraron con la Municipalidad de Buenos Aires para el Plan 60 Escuelas, junto con estudios de arquitectura destacados, dejando una serie de edificios caracterizados por las fachadas de ladrillo y sus planteos novedosos de organización interior. A mediados de la década de 1980, SEPRA proyectó la torre para la compañía de seguros La Buenos Aires, en Avenida de Mayo 701 (esquina Chacabuco) y con 100 metros de altura.
En el rubro de arquitectura comercial, se destaca el Hipermercado en Vicente López, diseñado para la cadena francesa Carrefour, y uno de los primeros y más grandes de esa época, terminado en 1985.

### S.E.-SEPRA, P.R.-SEPRA, B.V.-SEPRA
En 1986, el estudio se dividió en Sánchez Elía - SEPRA, Peralta Ramos - SEPRA y Beccar Varela - SEPRA. 
Federico Peralta Ramos falleció en 1991, y un año después murió su hijo Federico Manuel Peralta Ramos (1939-1992) conocido artista de la generación del Instituto Di Tella. En los tres estudios se destacó la adhesión al estilo postmoderno en boga durante esa década, que se ve reflejado en emprendimientos proyectados tanto por el estudio de Sánchez Elía (Hotel Hyatt), como el de Peralta Ramos (Santa María del Buen Ayre).
Sánchez Elía-SEPRA tuvo varias obras de relevancia, entre ellas se destacan el Hotel Hyatt Buenos Aires (hoy Four Seasons Buenos Aires), su participación en el proyecto de la Torre Le Parc y otras dos torres residenciales en Avenida del Libertador 336 y Avenida del Libertador esquina Suipacha, en el barrio de Retiro.
Peralta Ramos-SEPRA tuvo éxito en el ramo de las torres de oficinas. Se cuentan entre ellas la Torre Fortabat y la Torre Bouchard, dos de los primeros edificios inteligentes de Argentina; y tres colaboraciones en el conjunto Catalinas Norte: Alem Plaza, Catalinas Plaza y Laminar Plaza. También produjo dos importantes hoteles: el Caesar Park Buenos Aires y el nuevo Hyatt Buenos Aires, utilizando el antiguo Palacio Duhau y una nueva torre construida en estilo postmoderno. En la ciudad de Tucumán, estuvo a cargo del proyecto para la nueva Legislatura de la Provincia. Además, en colaboración frecuente con el estudio Robirosa-Beccar Varela-Pasinato, diseñó dos conjuntos en el barrio de Puerto Madero: el Centro Empresarial Puerto y Santa María del Puerto.